# Splettstoesser Pass
Splettstoesser Pass (in lingua inglese: Passo Splettstoesser ) è un passo antartico coperto di neve situato a circa 2.200 m di altezza che mette in comunicazione il Findlay Range con la parte nordoccidentale dei Gadsden Peaks, nei  Monti dell'Ammiragliato, in Antartide. 
Il passo veniva usato dal gruppo condotto da R.H. Findlay, che faceva parte del New Zealand Antarctic Research Program (NZARP) del 1981-82, per il passaggio tra il Field Neve e il Ghiacciaio Atkinson, un tributario del Ghiacciaio Dennistoun. 
La denominazione è stata assegnata dal New Zealand Antarctic Place-Names Committee (NZ-APC) in onore di John F. Splettstoesser, geologo della Minnesota Geological Survey, coordinatore di campo per i progetti dell'United States Antarctic Research Program (USARP) durante l' International Northern Victoria Land Project del 1981–82.